# Oeoniella
Oeoniella là một chi thực vật có hoa trong họ Orchidaceae.